# Rachid Daoudi
Pour les articles homonymes, voir Daoudi.
Rachid Daoudi est un footballeur marocain reconverti entraîneur de football, né le 21 février 1966 à Fès (Maroc).
Fille: Ghita daoudi

## Biographie

### En tant que joueur
Il a évolué comme milieu de terrain et a porté le maillot du Wydad de Casablanca avec lequel il a remporté 3 titres de champions du Maroc, 3 coupes du trône (coupe du Maroc) et un titre de champion d'Afrique des clubs. International marocain, il a participé à la Coupe du monde de football de 1994 aux États-Unis sous la direction de Abdellah Blinda.
Il est surnommé le gaucher magique à cause de ses frappes quasi-invincibles.

## Palmarès

### En tant que joueur
- Wydad Athletic Club :
- Championnat du Maroc (3)
  - Champion : 1990, 1991, 1993
- Coupe du Trône (4)
  - Vainqueur : 1989, 1994, 1997, 2001
- Arabe Champions Ligue (1)
  - Vainqueur : 1989
- CAF Champions Ligue (1)
  - Vainqueur : 1992
- Supercoupe Arabe (1)
  - Vainqueur : 1992
- Coupe Afro-Asiatique (1)
  - Vainqueur : 1993
- CAF Supercoupe
  - Finaliste : 1993

### En tant qu'entraîneur adjoint
Wydad Athletic Club
- Championnat du Maroc : 2010
- Arabe Champions Ligue : Finaliste 2008, 2009

### Équipe nationale
Rachid Daoudi a fait partie d'une génération historique pour l'équipe nationale marocaine, avec laquelle il a joué pour la Coupe du monde de football en 1994 et la Coupe d'Afrique des nations de football en 1992 et 1998. Il a joué 34 matchs officiels, et marqué 7 buts.
1. 21/02/1990 Maroc – Côte d’Ivoire Casablanca 2 - 1 Amical / 2 buts
2. 02/09/1990 Maroc - Mauritanie Casablanca 4 - 0 Elim. CAN 1992
3. 12/09/1990 Irlande - Maroc Dublin 1 - 0 Amical
4. 13/01/1991 Maroc – Côte d’ivoire Rabat 3 - 1 Elim. CAN 1992
5. 27/01/1991 Niger - Maroc Niamey 1 - 0 Elim. CAN 1992
6. 03/04/1991 Algérie - Maroc Annaba 2 - 2 Amical
7. 12/04/1991 Mauritanie - Maroc Nouakchott 0 - 2 Elim. CAN 1992
8. 28/07/1991 Côte d’Ivoire - Maroc Abidjan 2 - 0 Elim. CAN 1992
9. 04/12/1991 Maroc - Mali Casablanca 3 - 0 Amical
10. 26/12/1991 Maroc - Algérie Casablanca 1 - 1 Amical
11. 12/01/1992 Cameroun - Maroc Dakar 1 - 0 CAN 1992
12. 14/01/1992 Zaire - Maroc Dakar 1 - 1 CAN 1992
13. 11/10/1992 Maroc - Ethiopie Casablanca 5 - 0 Elim. CM 1994
14. 25/10/1992 Bénin - Maroc Cotonou 0 - 1 Elim. CM 1994 / 1 but
15. 08/11/1992 Maroc - Égypte Casablanca 0 - 0 Elim. CAN 1994
16. 18/04/1993 Maroc - Sénégal Casablanca 1 - 0 Elim. CM 1994
17. 04/07/1993 Zambie - Maroc Lusaka 2 - 1 Elim. CM 1994 / 1 but
18. 17/07/1993 Sénégal - Maroc Dakar 1 - 3 Elim. CM 1994 / 1 but
19. 01/10/1993 Gabon - Maroc France 0 - 1 Amical
20. 10/10/1993 Maroc - Zambie Casablanca 1 - 0 Elim. CM 1994
21. 02/02/1994 Égypte - Maroc Sharjah 1 - 1 Tournoi EAU / 1 but
22. 06/02/1994 Slovaquie - Maroc Sharjah 1 - 2 Tournoi EAU
23. 23/02/1994 Maroc – Finland Casablanca 0 - 0 Amical
24. 23/03/1994 Luxembourg - Maroc Luxembourg 1 - 2 Amical
25. 20/04/1994 Argentine - Maroc Salta 3 - 1 Amical
26. 01/06/1994 Canada - Maroc Montréal 1 - 1 Amical
27. 19/06/1994 Belgique - Maroc Orlando 1 - 0 C.M 1994
28. 25/06/1994 Arabie Saoudite - Maroc New York 2 - 1 C.M 1994
29. 29/06/1994 Pays Bas - Maroc Orlando 2 - 1 C.M 1994
30. 07/11/1994 Maroc - Cameroun Casablanca 1 - 1 Amical
31. 13/11/1994 Maroc – Côte d’ivoire Casablanca 1 - 0 Elim. CAN 1996
32. 04/06/1995 Côte d’ivoire - Maroc Abidjan 2 - 0 Elim. CAN 1996
33. 08/02/2001 Maroc – Corée du sud Dubai 1 - 1 Tournoi EAU
34. 11/02/2001 Danemark - Maroc Dubai 2 - 4 Tournoi EAU / 1 but